# 이득화 유괴 살인 사건
이득화 유괴 살인 사건(李得和誘拐殺害事件)은 1991년 10월 29일 대한민국 경기도 수원시 정자동에서 이득화(李得和, 1984년생, 당시 초등학교 1학년) 군이 문승도(文勝道)에 의해 유괴되어 다음날(10월 30일) 새벽에 살해당한 사건이다.

## 범행 배경
이 사건의 범인 문승도(1994년 사형 집행 당시 26세)는 사업 실패와 심각한 도박 중독으로 1000만원이 넘는 빚을 지고 있는 상태였다. 그러다가 이 빚을 갚고 돈을 마련하기 위해 유괴를 결심하고 범행에 앞서 대형 가방을 구입하였다.

## 범행과 도주
1991년 10월 29일 오후, 문승도는 프라이드 승용차를 타고 수원 시내를 돌아다니며 범행 대상을 물색하던 중 이득화라는 어린이를 발견하였다. 당시 이득화는 장난감 총이 갖고 싶었지만 어머니의 반대로 풀이 죽어 있는 상태였다. 그러다가 문승도는 "장남감 총을 사주겠다"며 이득화를 유인하고 장난감 총을 사준 뒤 전화번호를 알아낸 뒤 공중전화로 "이득화를 데리고 있다"는 내용의 협박 전화를 1차로 걸었지만 이득화의 고모가 "부모가 없다"며 전화를 끊었다. 다음날 새벽 2시 10분 이득화의 어머니에게 다시 전화를 걸어 "10월 31일까지 현금 1500만원을 준비하라"고 전화를 걸었다. 잠시 뒤 이득화가 잠에서 깨어나 "집으로 보내 달라"며 울자 목졸라 살해하고 미리 준비한 가방에 이득화의 시신과 돌멩이를 넣어 소호천에 버렸다.
범행 후 수원시 여관에서 하룻밤을 보내고 대전으로 도주해 3일 동안 지냈다.

## 경찰 수사와 검거
유괴신고를 받은 경찰은 이득화의 집에 녹음장치를 설치하고 범인의 목소리 녹음에 성공한다. 11월 6일 공개수사로 전환한 뒤 11월 10일 김모씨가 범인의 목소리를 알고 있다는 제보를 한 뒤 경찰은 문승도가 애인이 있다는 사실을 알고 문승도가 애인을 다방에서 만나러 오자 바로 검거했다. 처음에 문승도를 범행을 완강히 부인하다 이득화의 집 전화번호를 증거로 제시하자 범행 일체를 자백하였다. 이어 시신을 인양하고 문승도를 구속하였다. 문승도가 범행 동기에 대해 "울며 보채자 화가 나서 그랬다"라고 하자 여론이 크게 분노하였다.

## 사형
문승도는 법원에서 사형선고를 받고, 1994년 10월 6일 사형이 집행되었다.